# Złote runo (opera)
Złote runo – opera buffa Aleksandra Tansmana skomponowana w roku 1939 w Paryżu do francuskojęzycznego libretta Salvadora de Madariagi.
Tematem opery jest grecki mit złotego runa. Utwór był wykonany we Francji, dzięki zabiegom Bronisława Horowicza, w roku 1947 w paryskiej rozgłośni radiowej w wersji kameralnej (na głosy z towarzyszeniem dwu fortepianów).
Światowa prapremiera sceniczna dzieła miała miejsce w Łodzi w ramach międzynarodowego festiwalu muzycznego Tansman Festival w roku 2016 w Teatrze Wielkim w Łodzi, w reżyserii Marii Sartovej, z udziałem solistów, baletu i orkiestry łódzkiej opery pod kierownictwem muzycznym Łukasza Borowicza.

## Źródła
- Złote Runo, [w:] Encyklopedia teatru polskiego (przedstawienia) [dostęp 2021-04-08].
- Opera w bazie e-teatr: Złote runo
- Teatr Wielki w Łodzi. "Złote Runo". Światowa prapremiera w Łodzi
- Światowa prapremiera opery "Złote runo" na Tansman Festival 2016